# 上道站 (岡山縣)
上道站（日语：／ Jōtō eki */?）是位於岡山縣岡山市東區中尾，西日本旅客鐵道（JR西日本）山陽本線的車站。

## 歷史
- 1986年（昭和61年）11月1日 - 國鐵山陽本線瀨戶站至東岡山站之間新設此站。為旅客車站。
  - 當時車位於岡山縣岡山市中尾。
- 1987年（昭和62年）4月1日 - 伴隨國鐵分割民營化，車站由西日本旅客鐵道（JR西日本）營運。
- 2007年（平成19年）
  - 6月 - 引入可支援ICOCA的簡易型自動閘機（日语：簡易型自動改札機）。
  - 9月1日 - 此站可以使用ICOCA。
- 2009年（平成21年）4月1日 - 岡山市實施政令指定都市，車站位於岡山市東區中尾。
- 2016年（平成28年）4月21日 - 出發列車顯示牌開始使用。
- 2019年（令和元年）
  - 5月31日 - 當日起綠色窗口結束營運[1]。
  - 6月1日 - 當日起為整日無人車站。

## 車站構造
車站為一座設有跨站式站房的地面車站，設有2面2線的相對式月台。設有轉轍器和絶對信號機，被定義為停留所。設有南北兩出口，1處閘口。由於車站是後建，因此月台不大。
此站是由東岡山站管理的無人車站，可使用ICOCA（以及互相使用的IC卡）。

### 月台
| 月台 | 路線     | 上下行 | 方向                 |
| ---- | -------- | ------ | -------------------- |
| 1    | 山陽本線 | 上行   | 和氣、相生、姬路方向 |
| 2    | 山陽本線 | 下行   | 岡山、倉敷、三原方向 |

## 使用狀況
以下為近年1日平均乘車人次：
| 乘車人次轉變 | 乘車人次轉變     |
| 年度         | 1日平均 乘車人次 |
| ------------ | ---------------- |
| 1999         | 1,365            |
| 2000         | 1,392            |
| 2001         | 1,370            |
| 2002         | 1,359            |
| 2003         | 1,389            |
| 2004         | 1,353            |
| 2005         | 1,361            |
| 2006         | 1,369            |
| 2007         | 1,383            |
| 2008         | 1,405            |
| 2009         | 1,382            |
| 2010         | 1,373            |
| 2011         | 1,368            |
| 2012         | 1,374            |
| 2013         | 1,412            |
| 2014         | 1,404            |
| 2015         | 1,435            |
| 2016         | 1,450            |
| 2017         | 1,455            |

## 車站周邊
車站南邊為丘陵地帶，於1984年（昭和59年）成為東岡山湖鎮，湖鎮房地產公司出資興建開發。在1986年（昭和61年）此站啟用。由於鄰近為國道250號，使湖鎮交通方便，成為了岡山市的睡房城市，住戶數量急劇增加。
車站東邊曾設有舊山陽道的茶屋。在車站東北方的農田周邊傳說有源為朝的陵墓。
- 幹線道路
  - 國道250號（舊國道2號）
- 公共設施
  - 岡山市東區分所古都市民服務處
  - 岡山市東消防署上道出張所
- 住宅區
  - 「東岡山湖鎮（城東台）」
  - 「Avio中尾台」
  - 「花卉大道上道站前」
  - 「中尾團地」
  - 「向山團地」
- 教育設施
  - 岡山市立城東台小學（日语：岡山市立城東台小学校）
  - 岡山市立浮田小學
  - 岡山市立浮田幼稚園
  - 私立希望貝納德塔幼稚園
  - 私立希望花之子幼兒園
- 金融機構
  - 岡山上道郵局
  - 備前日生信用金庫（日语：備前日生信用金庫）上道分店
- 商店
  - 渡邊生鮮館（日语：わたなべ生鮮館）城東店
  - 時裝中心思夢樂（日语：しまむら）城東店
  - cocokara fine（日语：ココカラファイン）Drug Sagami城東店
  - 大和運輸岡山上道宅急便中心
- 企業
  - 中島螺旋槳（日语：ナカシマプロペラ）總部工場
  - 明治機械製作所岡山工場
  - 實化成黑鐵工場
  - CRESCO
  - 岡山金屬
  - Grop上道中心
  - 可口可樂裝瓶日本（日语：コカ・コーラボトラーズジャパン）岡山東分店
  - 山陽YANASE（日语：ヤナセ）總部
- 宗教設施與古蹟
  - 熱田八幡宮社務所
  - 真言宗高福寺醫光院
  - 沼城遺蹟（龜山城遺蹟）

## 巴士路線
- 宇野巴士（日语：宇野自動車） 中尾巴士站（以南約100米）
  - 經平島（日语：ゆめタウン平島）、八日市（日语：八日市 (瀬戸内市)）、伊部站，前往片上（日语：片上），經平島，前往八日市
  - 經平島、松下電器前，往瀨戶站、新城（日语：岡山ネオポリス）東、新城西
  - 經長岡團地（日语：長岡団地）、兼基、二本松，往表町巴士中心（日语：表町バスセンター）、岡山站
- 經西大寺連繫中心（日语：西大寺ふれあいセンター）、連繫巴士 城東台巴士站（以南約750米） 於星期日、毎月第3個星期六（休息日）及年尾年初暫停服務
  - 經西大寺站，往西大寺連繫中心 上午及下午各1班

## 其他
- 為了與境線上道站所區別，部分車票會以「（陽）上道」表示此站，在ICOCA的使用記錄中會以片假名表示[3]。

## 相鄰車站
西日本旅客鐵道
 山陽本線
瀨戶－上道－東岡山

## 注腳
1. ↑   (新闻稿). 西日本旅客鐵道. 2019-05-09  [2019-05-10]. （原始内容存档于2019-05-10）.
2. ↑  . 岡山縣.   [2019年3月24日]. （原始内容存档于2019年3月24日）.
3. ↑  境線上道站可使用ICOCA，而其站在ICOCA的使用記錄會以「上道」漢字表示。

## 外部連結
- 上道｜車站資訊：JR出門網 - 西日本旅客鐵道